# Облитас, Хуан Карлос
Хуа́н Ка́рлос Обли́тас Саба (исп. Juan Carlos Oblitas Saba; род. 16 февраля 1951, Мольендо, Арекипа) — перуанский футболист, выступавший на позиции вингера и нападающего. По окончании игровой карьеры работал тренером и футбольным комментатором на телевидении.

## Биография
Хуан Карлос Облитас, также известный по прозвищу «Эль-Сьего» (то есть «Слепой»), родился в пригороде Арекипы Мольендо. Профессиональную карьеру начал в столичном «Университарио» в 1968 году, но в высшем дивизионе дебютировал в июне 1969 года. В начале 1970-х годов «Уни» был одним из сильнейших клубов в Южной Америке. В 1972 году «меренгес» впервые в истории перуанского футбола дошли до финала Кубка Либертадорес. Многие игроки, в том числе Облитас, составляли костяк сборной Перу. До 1975 года Хуан Карлос выиграл со своей командой три чемпионата Перу. После этого он провёл один сезон в Испании, а затем присоединился к мексиканскому «Веракрусу».
В 1978 году Облитас вернулся на родину, где стал защищать цвета другого гранда Перу — «Спортинг Кристала». Вместе с этой командой «Эль-Сьего» ещё дважды выигрывал национальное первенство. С 1981 по 1984 год выступал в Бельгии за клуб «Серен». Последние два года профессиональной карьеры провёл в родном «Университарио», с которым в 1985 году выиграл ещё один чемпионат Перу.
За сборную Перу Хуан Карлос Облитас сыграл в 64 матчах, в которых забил 11 голов. Он принял участие в двух чемпионатах мира — 1978 и 1982 годов. В 1975 году Облитас помог «инкам» выиграть Кубок Америки. На победном турнире, который полностью проводился по Олимпийской системе, Облитас сыграл во всех девяти матчах своей команды и отметился тремя забитыми голами — по голу он забил в двух матчах группового турнира в ворота сборной Чили, а также он открыл счёт в ответном финальном матче против Колумбии. Перуанцы выиграли со счётом 2:0, а затем одолели соперников в третьем дополнительном матче на нейтральном поле — 1:0. Вместе с Освальдо Рамиресом Облитас стал лучшим бомбардиром в перуанской сборной, они лишь на один гол отстали от лучших бомбардиров турнира Леопольдо Луке и Хуана Эрнесто Диаса.
В качестве тренера Хуан Карлос Облитас выигрывал титулы чемпиона Перу с «Университарио» в 1987 и «Спортинг Кристалом» в 1991, 1994 и 1995 годах. Таким образом, Облитас выигрывал чемпионаты Перу с «Университарио» и «Спортинг Кристалом» и в качестве игрока, и в качестве тренера. В 2005 году привёл ЛДУ Кито к победе в чемпионате Эквадора. В 1996—1999 годах тренировал сборную Перу, которая не попала на ЧМ-1998 лишь из-за худшей разницы забитых и пропущенных мячей в отборочном турнире.
После 2009 года Облитас стал работать комментатором на телевидении. Он работал с перуанской ATV и американской GolTV.
Хуан Карлос Облитас женат на Вирджинии Вильямарин, у пары трое детей (Джизелла, Хуан Фернандо и Ванесса).

## Достижения
В качестве игрока
- Чемпион Перу (6): 1969, 1971, 1974, 1979, 1980, 1985
- Победитель Второго дивизиона Бельгии (1): 1982
- Финалист Кубка Либертадорес (1): 1972
- Обладатель Кубка Америки (1): 1975

В качестве тренера
- Чемпион Перу (4): 1987, 1991, 1994, 1995
- Чемпион Эквадора (1): Ап. 2005